# Даманові
Даманові (Procaviidae) — родина невеликих, травоїдних ссавців, єдина сучасна родина у ряді даманоподібних (Hyracoidea).
Мешкають в Африці й на Середньому Сході. Попри звичайну зовнішність сучасних даманів, вони мають далеке доісторичне походження. Дамани, можливо, найближчі родичі сучасних слонів.

## Загальний опис
Ці тварини за розміром близькі до домашньої кішки: довжина тіла від 30 до 60–65 см, маса від 1,5 до 4,5 кг. Хвіст зачатковий (1–3 см) або відсутній. На вигляд дамани нагадують гризунів — безхвостих бабаків або капібар, — проте філогенетично найближчі до слонів.
Статура у них щільна, незграбна, з великою головою на короткій товстій шиї й короткими, але сильними, ногами. Морда коротка, з роздвоєною верхньою губою. Вуха округлі, невеликі, іноді майже приховані в шерсті. Передні кінцівки 5-палі, з кігтями, що нагадують копита. Задні кінцівки трипалі; внутрішній палець несе довгий зігнутий ніготь, який служить для розчісування хутра, а інші пальці — копитоподібні кігті. Підошви лап голі, покриті товстим гумоподібним епідермісом; на їх поверхні відкриваються численні протоки потових залоз, які постійно зволожують шкіру. Центральна частина зведення кожної стопи може підніматися особливими м'язами, створюючи подобу присоски. Волога шкіра підсилює присмоктування. Завдяки такому пристосуванню дамани можуть з великою спритністю і швидкістю лазити по прямовисних скелях і стовбурах дерев і навіть спускатися з них вниз головою.
Шерсть у даманів густа, утворена м'яким підшерстям і грубим остьовим волоссям. Забарвлення зазвичай коричнево-сіре. На тілі (особливо на морді, над очима і на шиї) ростуть пучки довгих вібрисів. Посередині спини є ділянка подовженого, світлішого або темнішого волосся, в центрі якого розташована оголена ділянка. На його поверхні відкриваються протоки особливого залозистого поля — спинної залози з 7–8 доль, утвореної гіпертрофованими сальними і потовими залозами. Залоза виділяє секрет, що сильно пахне в період розмноження. У молодих даманів залоза нерозвинена або розвинена слабо; у самиць вона менша, ніж у самців. При переляку або збудженні волосся, що покриває залозу, піднімається, як у кішок. Точне призначення залози невідоме.
Постійних зубів у дорослих даманів 34, молочних — 28. Різці верхньої щелепи з постійним зростанням, досить широко розставлені й нагадують різці гризунів. Ікла відсутні. Передкорінні та корінні зуби подібні на зуби копитних. Череп з досить масивною нижньою щелепою. Сосків: 1 пара грудних і 2 пари пахових, або 1 пара пахвових і 1–2 — пахових.

## Спосіб життя

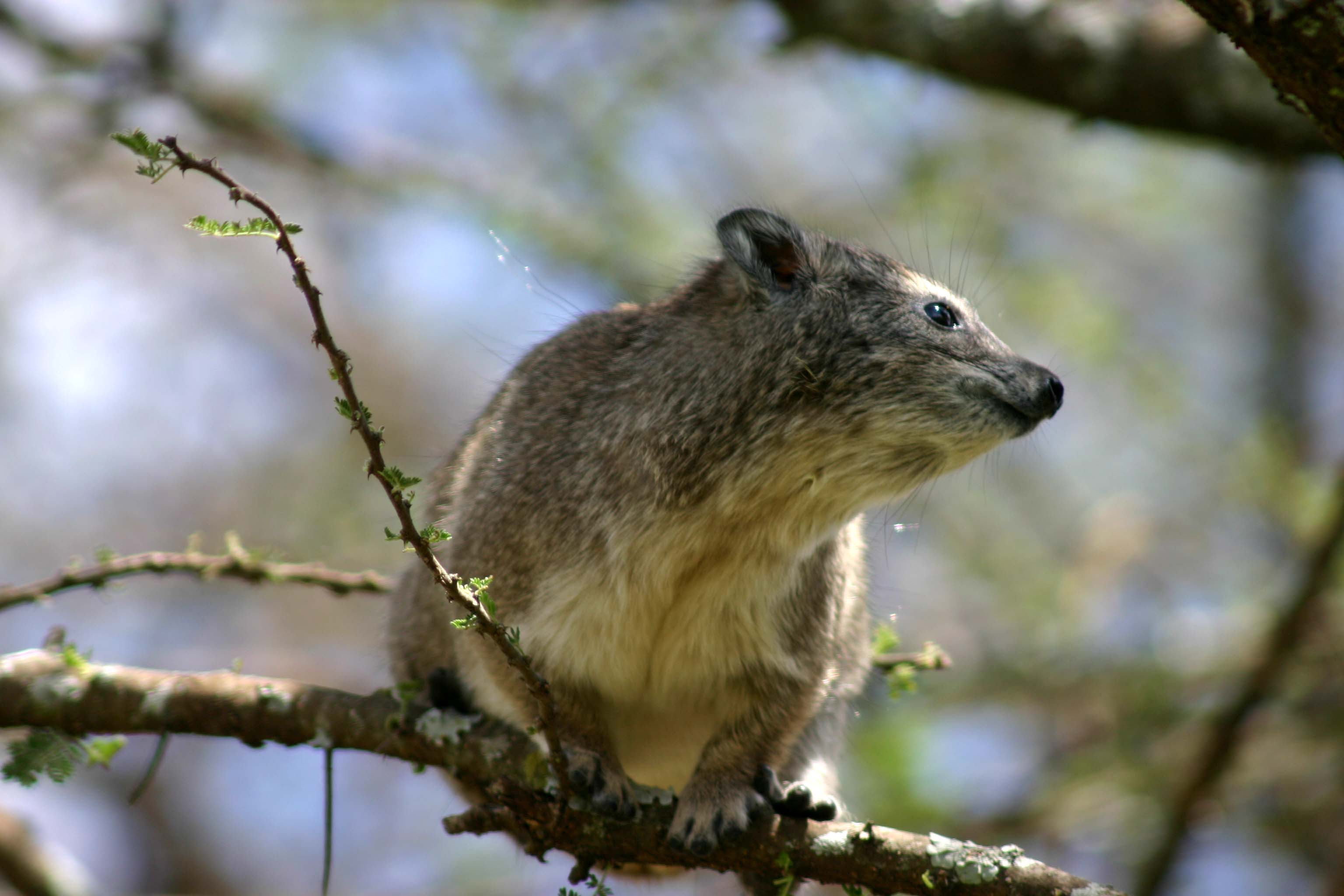
Деревний даман в зоопарку Танзанії

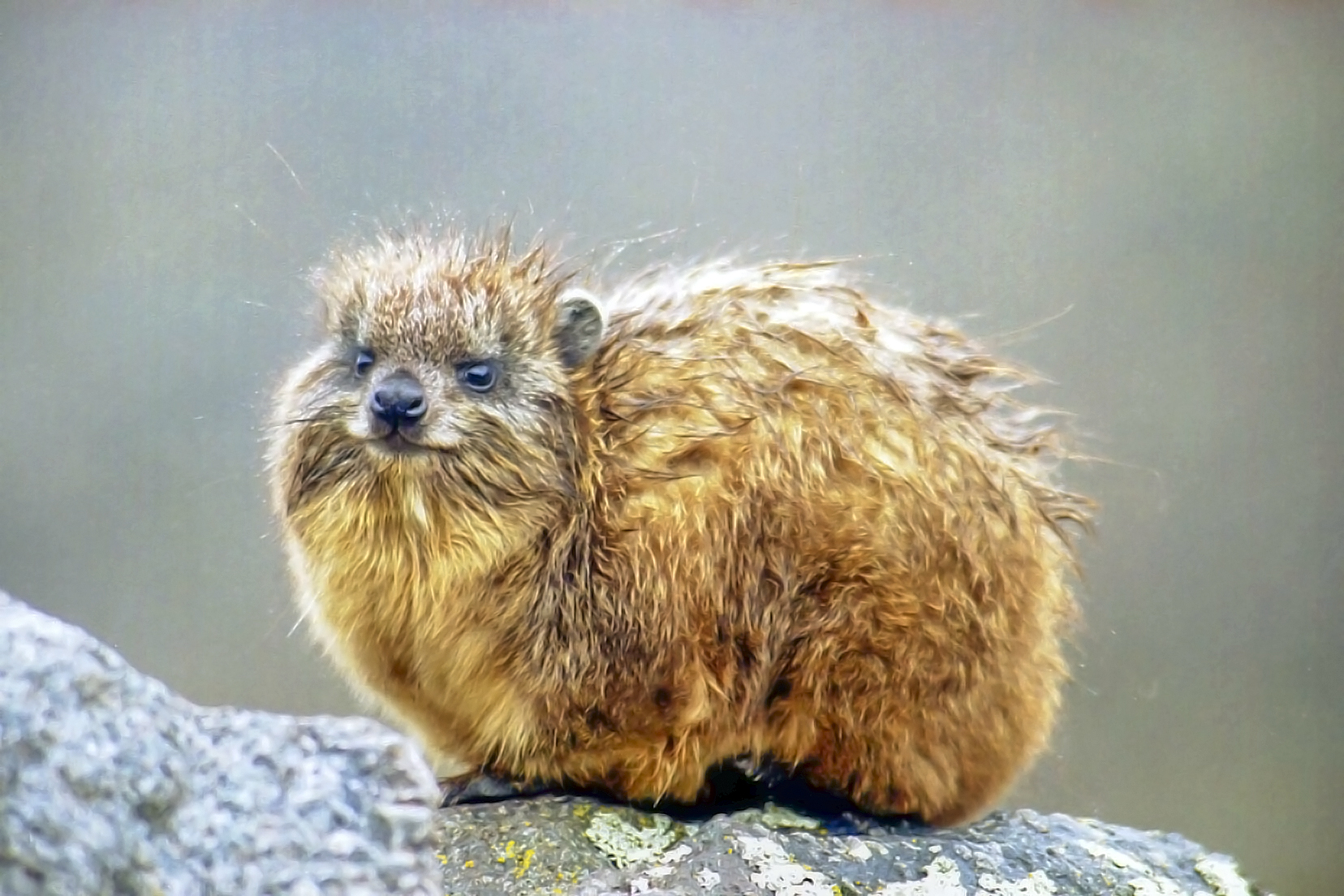
Даман в горах Кенії

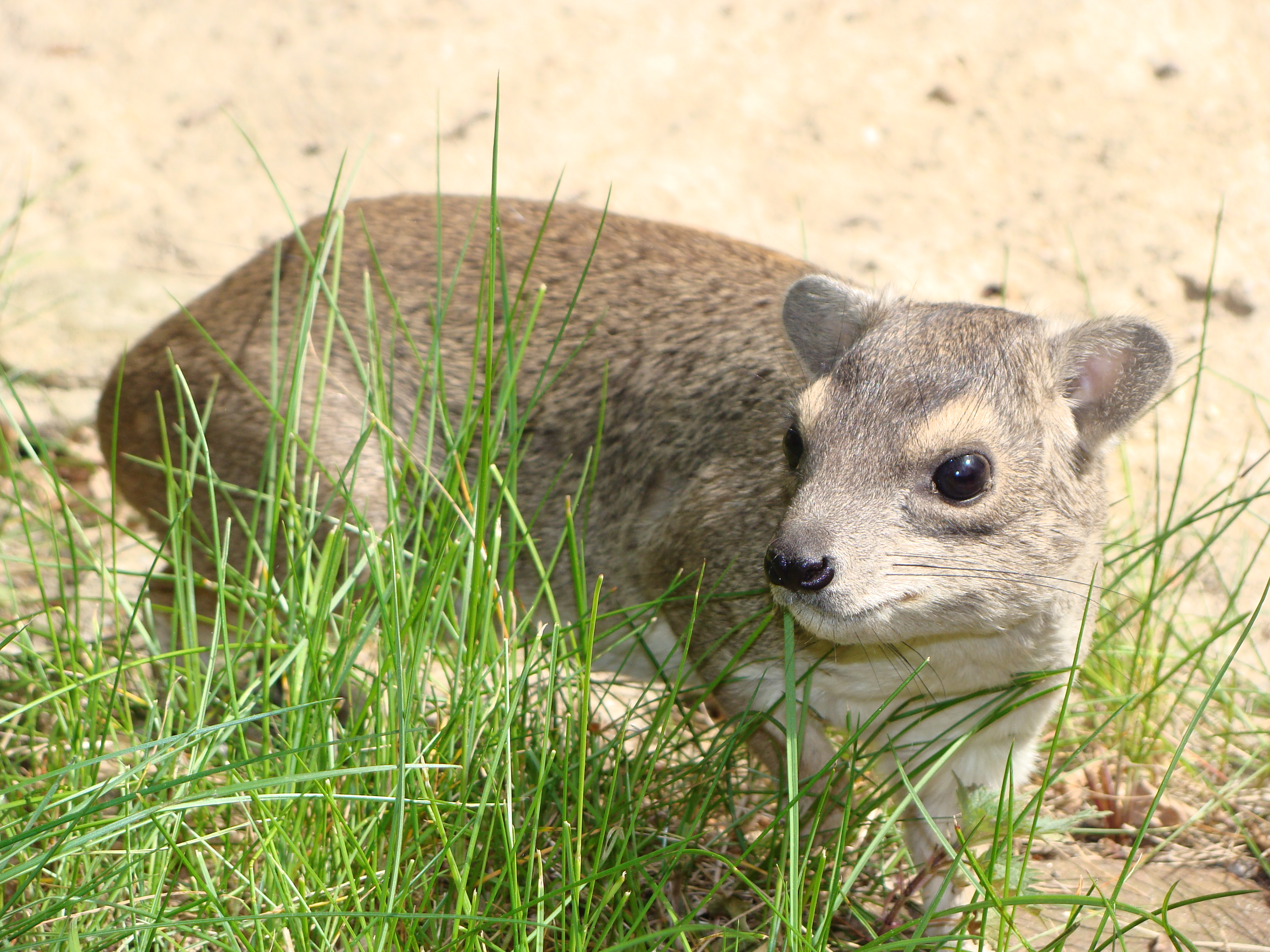
Даман Брюса в траві

Поширені в Африці на південь від Сахари, а також на півостровах Синайському й Аравійському, в Сирії й Ізраїлі. Представники Procavia і Heterohyrax — денні тварини, живуть колоніями по 5–60 особин в посушливих саванах і на кам'янистих розсипах, піднімаються в гори до висоти 4500 м над рівнем моря. Представники роду Dendrohyrax — нічні лісові тварини, живуть поодинці й сім'ями. Всі дамани дуже рухливі, здатні швидко бігати, стрибати і лазити по крутих скелях і деревах. У них добре розвинений зір і слух. Дамани відрізняються погано розвиненою терморегуляцією — вночі вони збираються разом, щоб зігрітися, а вдень, подібно до рептилій, довго гріються на сонці. При цьому вони піднімають догори підошви лап, на яких розташовані потові залози. Липкий піт, що виділяється на підошвах, допомагає даманам лазити. Дамани дуже обережні й подібно до європейських ховрахів побачивши небезпеку видають різкий високий крик, що змушує всю колонію ховатися у схованках.
Рослиноїдні. Харчуються в основному рослинною їжею, зрідка поїдаючи комах та личинок. У пошуках їжі можуть йти на відстань до 1–3 км. Води не потребують. На відміну від багатьох інших травоїдних, дамани не мають розвинених різців і під час споживання їжі допомагають собі корінним зубами. Жуйку, на відміну від парнокопитних, або кенгурових, не жують; корм перетравлюється в їхніх складних, багатокамерних шлунках.
Сезонність у розмноженні ймовірно відсутня. Вагітність триває 7–7,5 місяців. Самиця приносить 1–3, іноді до 6 дитинчат, 1 раз на рік. Дитинчата народжуються добре розвиненими, з розплющеними очима, здатні швидко бігати. Через 2 тижні вони починають харчуватися рослинною їжею.